# Stanislaus megye
Stanislaus megye az Amerikai Egyesült Államokban, azon belül Kalifornia államban található. Megyeszékhelye Modesto. Lakosainak száma 552 878 fő (2020. április 1.). Stanislaus megye Calaveras, Tuolumne, Mariposa, Merced, Santa Clara, San Joaquin és Alameda megyékkel határos.

## Népesség
A megye népességének változása:
| Lakosok száma | 515 281 | 517 849 | 521 450 | 525 491 | 538 388 | 550 660 | 552 878 |
|               | 2010    | 2011    | 2012    | 2013    | 2015    | 2019    | 2020    |